# Gnolus limbatus
Gnolus limbatus là một loài nhện trong họ Mimetidae.
Loài này thuộc chi Gnolus. Gnolus limbatus được miêu tả năm 1849 bởi Nicolet.